# Džina Stojeva
Džina Stojeva, nata Desislava Velcheva Stojeva (Ruse, 6 settembre 1976), è una cantante bulgara.

## Discografia

### Album in studio
- 2001 – Ljubov moja
- 2003 – Taka želana
- 2007 – Izkušenie
- 2008 – Pirinsko salnce
- 2009 – Neizlečimo vlubena
- 2014 – Čamo moja

### Singoli
- 2011 – Edna novina (feat. Ivena)
- 2011 – Bez koncurencija
- 2014 – Mohito
- 2015 – To the Left
- 2016 – Loša mi pišite
- 2016 – Di Caprio